# 千葉縣第4區
千葉縣第4區是日本眾議院的一個小選區，設於1994年。範圍為市川市的一部分與船橋市的一部分。2016年的選民人數為459,431人。

## 小選舉区選出議員
| 選舉名                 | 年     | 当選者   | 党派       | 選區範圍 |
| ---------------------- | ------ | -------- | ---------- | -------- |
| 第41屆眾議院議員總選舉 | 1996年 | 田中昭一 | 自由民主党 | 船橋市   |
| 第42屆眾議院議員總選舉 | 2000年 | 野田佳彥 | 民主党     | 船橋市   |
| 第43屆眾議院議員總選舉 | 2003年 | 野田佳彥 | 民主党     | 船橋市   |
| 第44屆眾議院議員總選舉 | 2005年 | 野田佳彥 | 民主党     | 船橋市   |
| 第45屆眾議院議員總選舉 | 2009年 | 野田佳彥 | 民主党     | 船橋市   |
| 第46屆眾議院議員總選舉 | 2012年 | 野田佳彥 | 民主党     | 船橋市   |
| 第47屆眾議院議員總選舉 | 2014年 | 野田佳彥 | 民主党     | 船橋市   |
| 第48屆眾議院議員總選舉 | 2017年 | 野田佳彥 | 無黨籍     | 船橋市   |
| 第49屆眾議院議員總選舉 | 2021年 | 野田佳彥 | 立憲民主党 | 船橋市   |
| 第50屆眾議院議員總選舉 | 2024年 |          |            |          |